# Giulia Salzano
Giulia Salzano (Santa Maria Capua Vetere, 1846. október 13. – Casoria, 1929. május 17.) olasz római katolikus hittérítő, a Jézus Szentséges Szíve Katekétanővérek alapítója (1905). Salzano tanárként szolgált, mielőtt hittanárnő lett, és 1865-től Casoriában dolgozott gyermekek tanítójaként, ahol kitűnő katekétaként és oktatóként bizonyított.  
Salzano szentté avatásának ügyét 1974. április 4-én VI. Pál pápa nyitotta meg, és Isten szolgájává nevezte ki, míg II. János Pál pápa 2002. április 23-án tiszteletreméltóvá avatta, és 2003. április 27-től már boldogként tisztelhettük. XVI. Benedek pápa 2010. október 17-én szentté avatta a Szent Péter téren.

## Élet
Giulia Salzano 1846. október 13-án született a casertai Santa Maria Capua Vetere-ben Diego Salzano és Adelaide Valentino hét gyermeke közül negyedikként; még aznap megkeresztelték. Édesanyja Alphonsus Maria de' Liguori leszármazottja volt. Apja - aki II. Ferdinánd király lándzsásainak kapitánya volt - 1850-ben meghalt, és mivel édesanyja nem tudta felnevelni az összes gyermekét, Salzanót árvaházba küldte. 
Az Irgalmas Nővérek a San Nicola la Strada-i Santa Maria delle Grazie árvaházban nevelték és oktatták 1850 novemberétől, amikor felvették oda, egészen 1861-ig, amikor hazatért. Salzano 1854. december 8-án elsőáldozott és 1860-ban bérmálkozott. Valamikor ez idő tájt tett magánfogadalmat Istennek, hogy tisztaságban marad. Casertában végzett, ahol 1865-ben tanári diplomát szerzett, míg első megbízatása nem sokkal ezután, még októberben volt. Salzano iskolai tanárként és katekétaként szolgált Casoriában, és arról vált ismertté, hogy kiváló katekéta és hitoktató volt. Caterina Volpicellivel is közeli barátja és munkatársa volt, akivel Sisto Riario Sforza nápolyi bíboros érsek javaslatára került kapcsolatba.
1882-ben kezdett el foglalkozni azzal a gondolattal, hogy talán ő maga is apáca lesz, és ez a gondolat egyre erősödött, amikor elkezdte megalapozni egy új, a katekézisnek és az oktatásnak szentelt vallási kongregáció alapjait. Két pap a környékéről, valamint Ludovico Casoriából is felajánlotta hozzájárulását.
1905. november 21-én megalapította a Jézus Szentséges Szívének Katekétikai Nővéreit, és felvette annak habitusát; az egyházmegyei jóváhagyást 1920. augusztus 12-én Giuseppe Antonio Ermenegildo Prisco bíboros, a pápai jóváhagyást pedig 1960. március 19-én (halála után) XXIII. János pápa adta meg. Salzano a Madonna iránti személyes odaadásáról vált ismertté, és másokat is bátorított a Madonna és Jézus Szentséges Szíve iránti odaadásra. Életének későbbi szakaszában gyengeségei kezdték akadályozni tanítását, és emiatt 1890. március 19-től nyugdíjat kezdett kapni.
Salzano 1929. május 17-én hajnalban halt meg. Előző reggel 100 gyermekkel találkozott, akik elsőáldozásra készültek. Földi maradványait a rend casoriai anyaházában helyezték el a Piazza Giovanni Pisa 20. szám alatt.

## Kanonizáció
A boldoggá avatási ügy Nápolyban kezdődött egy - a dokumentáció és a kérdőívek összegyűjtésére irányuló - tájékoztató eljárással, amelyet Alessio Ascalesi bíboros 1937. január 29-én indított el, és amelyet Marcello Mimmi bíboros 1954-ben zárt le, miközben minden írása megkapta a teológusokból álló testület teljes jóváhagyását, amely úgy ítélte meg, hogy lelki írásai összhangban vannak a hivatalos tanítással. A hivatalos bevezetés 1974. április 4-én történt VI. Pál pápa alatt, amikor Isten szolgájává nevezték ki, míg később 1977 áprilisában Nápolyban Corrado Ursi bíboros vezetésével apostoli folyamatot tartottak. A Szenttéavatási Ügyek Kongregációja 1991. július 12-én érvényesítette ezt a két folyamatot, míg 1994-ben megkapta a hivatalos Positio-dossziét a posztulációról.
A teológusok 2002. január 29-én egy találkozón adták ki jóváhagyásukat az ügyhöz, míg a C.C.S. maga 2002. március 5-én szintén jóváhagyta azt. II. János Pál pápa 2002. április 23-án nyilvánította Salzanót tiszteletreméltóvá, miután megerősítette, hogy a néhai apáca példás keresztény életet élt, hősies erényekkel. A neki tulajdonított csodáért indított eljárás a származási egyházmegyében indult meg, és 1995-ben zárult le, mielőtt Rómában 1995. december 11-én megkapta a jóváhagyást; valamivel később, 2002. március 14-én kapta meg az orvosi testület jóváhagyását. A teológusok kongresszusa nem sokkal később, 2002. szeptember 6-án ülésezett, és jóváhagyta ezt a csodát, míg a C.C.S. 2002. november 5-én szintén kiadta a jóváhagyását. Ez vezetett ahhoz, hogy II. János Pál 2002. december 20-án kiadta végleges jóváhagyását - és egyben boldoggá avatását -, és később, 2003. április 27-én a Szent Péter téren boldoggá avatta Salzanót, öt másik társával együtt: James Alberione pap és a Pálos Család alapítója; Marco d'Aviano, pap és a Kapucinus Kisfivérek Rendjének tagja; Eugenia Ravasco szűz és a Jézus és Mária Szent Szíve Leányai Kongregációk alapítója; Maria Domenica Mantovani, szűz és a Szent Család Kis Nővérei Intézetének társalapítója; és Maria Cristina Brando, a Szeplőtelen Fogantatás Nővérei Kongregációjának alapítója, Jézus áldozatai a Szentséges Szentségben.  János Pál "korát megelőzve" Salzanót "az új evangelizáció apostolának nevezte, aki az apostoli tevékenységet összekapcsolta a szüntelenül felajánlott imádsággal, különösen a "közömbösek" megtéréséért".
A neki tulajdonított és a szentté avatáshoz szükséges második csodához szükséges eljárás 2007. június 21-től 2007. december 21-ig tartott, amikor is az összes dokumentumot dobozokban Rómába küldték, majd 2008. január 25-én hitelesítették. Az orvosi testület 2008. november 13-án, az orvosi bizottság 2008. november 13-án, a teológusok 2009. szeptember 15-én, a C.C.S. pedig 2009. december 1-jén szavazott e csoda mellett. XVI. Benedek pápa 2009. december 19-én hagyta jóvá ezt a második csodát, és 2010. október 17-én a Szent Péter téren a római katolikus egyház szentté avatta Salzanót. A pápa a tömeghez szólva így szólt: "Szent Giulia Salzano példája és közbenjárása támogassa az egyházat Krisztus hirdetésének örökös feladatában és a hiteles keresztény lelkiismeretek kialakításában".

## Külső linkek
- Vatikán
- Szentek
- Hagiográfiai Kör
- Suore Catechiste del Sacro Cuore Archiválva 2021. február 26-i dátummal a Wayback Machine-ben